# Marie-Antoinette (biographie de Stefan Zweig)
Pour les articles homonymes, voir Marie-Antoinette.

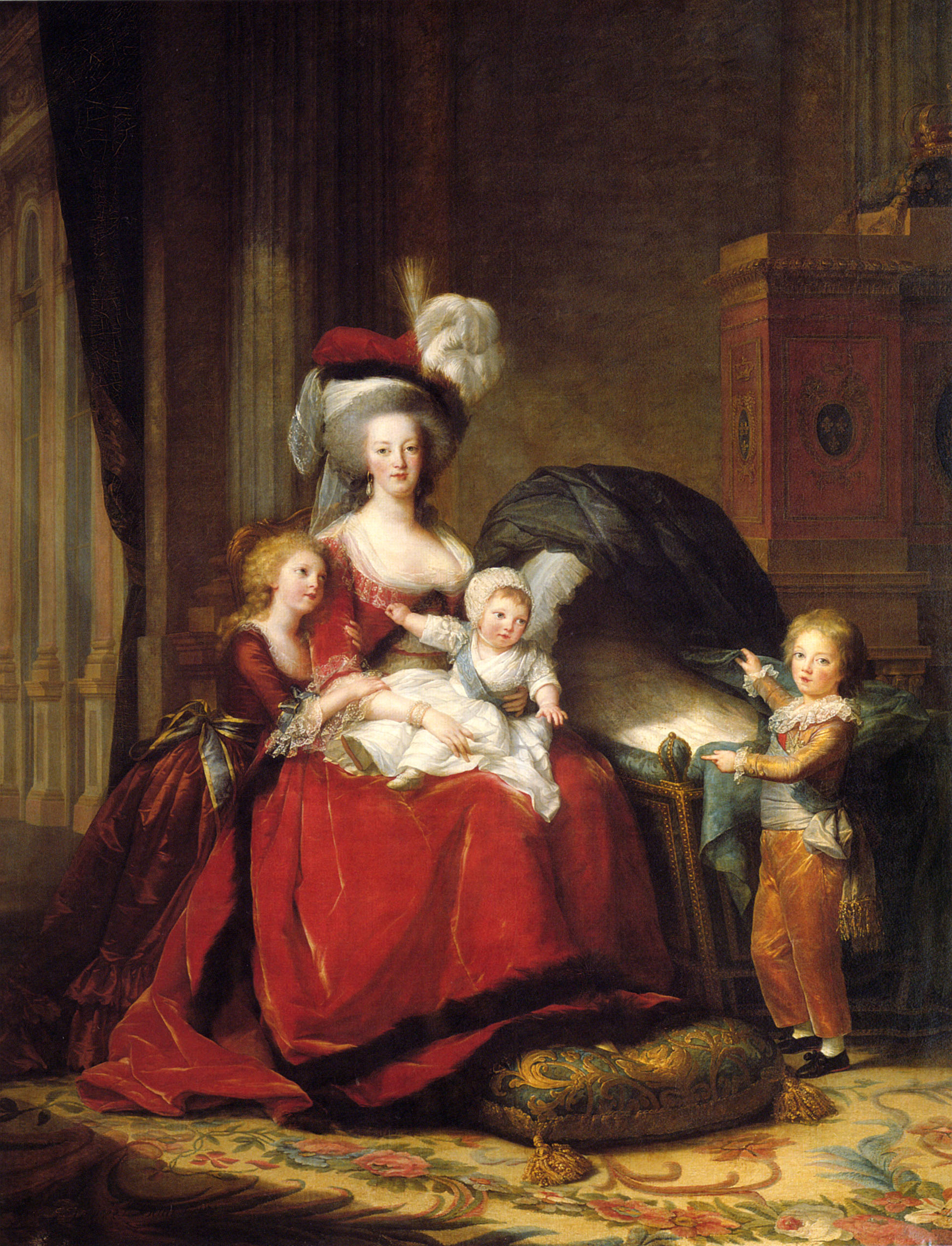
Marie-Antoinette et ses enfants

Marie-Antoinette — en allemand : Marie Antoinette : Bildnis eines mittleren Charakters — est une biographie de la reine Marie-Antoinette d'Autriche, écrite par Stefan Zweig et publiée en 1932 dans l'édition originale en allemand, puis en 1933 dans la traduction en français due à Alzir Hella.
S'appuyant sur les archives de l'Empire autrichien et sur la correspondance du comte Axel de Fersen, qu'il fut le premier à pouvoir consulter intégralement, Stefan Zweig retrace la vie de cette reine, ni sainte du royalisme, ni prostituée de la Révolution mais une femme somme toute ordinaire.
Inspirée par cette biographie, la dessinatrice de bande dessinée japonaise Riyoko Ikeda a écrit et dessiné La Rose de Versailles (ベルサイユのばら, Berusaiyu no bara) en 1972.